# 吉村尚悟
吉村 尚悟（よしむら なおさと、1981年12月5日 - ）は三重県伊賀市出身の元陸上競技選手。専門は長距離種目。上野工業高校、神奈川大学出身。現役時代はトヨタ自動車に所属した。血液型AB型。

## 来歴
上野工業高校ではエースとして活躍。全国高校駅伝では2年連続で華の1区を務め、第49回大会では1区22位、第50回大会では1区23位。
神奈川大学進学後は1年生で10000m28分台をマークするなど急成長。第12回出雲駅伝ではいきなり主要区間の1区に起用されトップと4秒差の区間4位。第32回全日本大学駅伝では1区を任されスタート直後から独走態勢を築こうとした永田宏一郎（鹿屋体育大学）を積極的に追う姿勢を見せ区間4位。第77回箱根駅伝では7区を務め、区間賞と3秒差の区間2位・当時7区歴代4位の好タイムをマークする快走で、チームのシード落ちの危機を救った。
2年時の関東インカレ2部では5000m2位（日本人1位）となり、名実ともに神奈川大のエースとなる。第13回出雲駅伝では1区で日本人トップの区間2位。第33回全日本大学駅伝でも1区で日本人トップの区間3位と好走を続け、第78回箱根駅伝では5区に起用されると3位から淡々と追い上げ、14.8kmで2位の早大・15.5kmで先頭の駒大を捉え首位逆転。区間2位の快走で往路優勝のゴールテープを切った。
3年時の第14回出雲駅伝では3区区間4位。トップでタスキを受けると後続との差を着々と広げる走りで、チームは最終6区の序盤まで首位を独走した。しかし第34回全日本大学駅伝は故障で欠場。故障明けの第79回箱根駅伝では3区を務めたが、18位という苦しい位置でタスキを受けたこともあり15位に浮上するのがやっとであった。チームはその後6位まで順位を上げるも、アンカーの大ブレーキで総合11位・シード落ちとなった。
4年時の第35回全日本大学駅伝予選会では2組24位と振るわずチームは予選敗退。第80回箱根駅伝予選会も欠場したが、本戦には復帰。初めて華の2区を務め、区間3位の好走で13位から10位に浮上。チームは3区で3位まで巻き返し、総合8位で2年ぶりのシード権獲得となった。
トヨタ自動車入社後は1年目からニューイヤー駅伝に起用され、5区区間9位。入社5年目の第53回大会では1区区間11位、翌第54回大会は1区区間8位と活躍したが、故障も多くニューイヤー駅伝出場は計4回と少なかった。
2011年度をもって現役を引退。

## 自己ベスト
5000m：13分49秒78（2004年 ホクレンディスタンスチャレンジ）
10000m：28分30秒71（2001年 日本体育大学長距離記録会）
ハーフマラソン：1時間02分51秒（2005年 全日本実業団ハーフマラソン）